# Adénylate kinase
L'adénylate kinase (ADK ou encore myokinase) est une enzyme de type phosphotransférase qui catalyse l'interconversion des nucléotides de l'adénine (ATP, ADP et AMP) et qui joue un rôle important dans l'homéostasie énergétique cellulaire. Elle catalyse la réaction :
- 2 ADP ⇔ ATP + AMP

L'équilibre dans le sens écrit (gauche à droite) est de 0,44. L'enthalpie libre standard de la réaction ΔGo est proche de 0.

## Isoformes
Chez les mammifères, au moins trois isoformes ont été identifiées, et chez l'homme cinq allèles sont connus. La plus vieille forme a été trouvée chez d'autres formes de vies, à l'exception des Archées. Chez l'homme elle est présente dans tout type de tissus. Une mutation du gène AK1 induit une déficience en adénylate kinase conduisant à une forme d'anémie hémolytique,.

## Taux d'ATP
Chez différentes espèces vertébrées ou invertébrées, la concentration de l'ATP dans les muscles est 7 à 10 fois supérieure à celle de l'ADP, et 100 fois supérieure à celle de l'AMP. 
Le taux de phosphorylation oxydative est contrôlé par la disponibilité en ADP. Ainsi, les mitochondries, essaient de garder un taux d'ATP très élevé à cause de l'action de l'adénylate kinase et afin de contrôler la phosphorylation oxydative.